# Renata Schumann
Renata Schumann (ur. 12 stycznia 1934 w Zabrzu, zm. 1 lutego 2012 w Bad Doberan) – publicystyka, pisarka, germanistka i teoretyk literatury. Laureatka Nagrody Kulturalnej Śląska w 2008 roku.

## Życiorys
Dzieciństwo spędziła w Opolu-Grudzicach w rodzinie mieszczańskiej. Po śmierci obojga rodziców w 1945 roku wychowywała ją babcia w Zabrzu. Pierwsze lata powojenne żyła w dramatycznych warunkach socjalnych. Szkołę podstawową i liceum ukończyła w Zabrzu. W 1958 ukończyła studia polonistyczne na ówczesnej Wyższej Szkole Pedagogicznej (obecnie Uniwersytet Śląski) w Katowicach, które ukończyła pracą magisterską na temat recepcji twórczości Gerharta Hauptmanna.
Współpracowała redakcyjnie z ośrodkiem TVP w Katowicach oraz z tygodnikiem „Poglądy”. W latach 1971–1979 uczyła języka polskiego w Liceum Plastycznym w Opolu. W tym czasie intensywnie pracowała na polu publicystycznym, literackim i naukowym (współpracowała między innymi z „Miesięcznikiem Literackim” i „Poezją”).
Pracę doktorską obroniła w 1979 roku na Uniwersytecie Wrocławskim na temat „Obraz Niemca we współczesnym polskim dramacie”. W tym samym roku rozpoczęła pracę na stanowisku adiunkta w Zakładzie Germanistyki Uniwersytetu Śląskiego w Katowicach. W 1983 wyjechała do Niemiec. Początkowo mieszkała w Düsseldorfie. Kontynuowała tam działalność publicystyczną współpracując m.in. z „Die Zeit” „Frankfurter Allgemeine Zeitung”, „Rheinische Post”, „Die Brücke”, „Der Gemeinsame Weg” oraz „Schlesien Heute”. Jej teksty drukował również periodyk Uniwersytetu Wrocławskiego „Zbliżenia".
Z czasem jej uwaga skupiła się coraz bardziej na działalności literackiej. Początkowo głównym wątkiem jej działalności literackiej były przeżycia środowisk autochtonicznych w czasach komunistycznych w Polsce (przede wszystkim mniejszości niemieckiej w Polsce). Później jej książki nabrały coraz bardziej historycznego charakteru, a centralną postacią jej literackich zainteresowań stała się śląska księżna, Jadwiga. W roku 2000 przeprowadziła się do Bad Doberan (Meklemburgia), gdzie dalej prowadziła cykle odczytów, wieczorów literackich i spotkań autorskich. Zmarła tam 1 lutego 2012 roku.

## Upamiętnienie
W 2013 roku w opolskiej dzielnicy Grudzice nazwano jej imieniem skwer w pobliżu miejsca, w którym mieszkała przed wojną (Rada miasta przyjęła uchwałę 24 kwietnia 2013 roku). Arcybiskup Alfons Nossol w wywiadzie radiowym wyemitowanym 17 lutego 2013 przez Radio Opole określił Renatę Schumann jako „wielką indywidualność w historii Górnego Śląska, której dorobek stał się trwałą wartością w historii literatury powszechnej”.
Matka Sebastiana Fikusa oraz Małgorzaty (Maugi) Hausherr, była żoną Franza Fikusa, a następnie Dietera Rotscheidta. Wnuczka Franza Kargera, polityka Republiki Weimarskiej.

## Nagrody i wyróżnienia
- 1985 i 1986: nagroda literacka za opowiadania (Ostdeutscher Kulturrat, Bonn)
- 1989: Nagroda mediów (Ziomkostwo Sudeckoniemieckie, niem. Sudetendeutsche Landsmannschaft)
- 2007: Nagroda literacka im. Eichendorffa (Wangener Kreis)
- 2007: Nagroda Kulturalna Śląska (Dolna Saksonia)
- 2010: Nagroda im. Andreasa Gryphiusa (Künstlergilde Esslingen)

## Publikacje
Zwarte pozycje książkowe:
- Co się śni na pograniczu, Katowice 1983
- Vertriebene und Aussiedler im Kreis Mettmann, Mettmann 1989
- Fremd in der Heimat. Aussiedler aus Ost und Südosteuropa unterwegs nach Deutschland, Ausstellungskatalog, Dülmen 1990
- Auf den Spuren der Heiligen Hedwig von Schlesien, Ausstellungskatalog und Ausstellung,  Düsseldorf 1992
- Muttersprache. Oberschlesische Geschichten, München 1992
- Ein starkes Weib, Das Leben der Hedwig von Schlesien, Augsburg 1996
- Flügelbaum. Gedichte, Krefeld 1998
- Zwischen den Mahlsteinen der Geschichte, Oberschlesien im Zeitwandel, Görlitz 2002
- Der Piastenturm, München 2004
- Lichtschneisen. Lyrische Reflexionen, Rostock 2007
- Hedwig von Schlesien. Ein Starkes Weib, Augsburg 2007
- Was ist Traum, Rostock 2007
- Heimkehr in die Muttersprache, Geschichten aus einem verlorenem Land, Rostock/Bergeshagen 2007
- Wspaniała Niewiasta, Życie świętej Jadwigi Śląskiej. Powieść historyczna, Opole 2011
- Wiederkehr, Görlitz 2012
- Jadwiga Śląska – Wzór dla Europy, Opole 2012
- Hedwig von Schlesien – eine Frau für Europa, Görlitz 2012